# Pierre Cornelisstadion

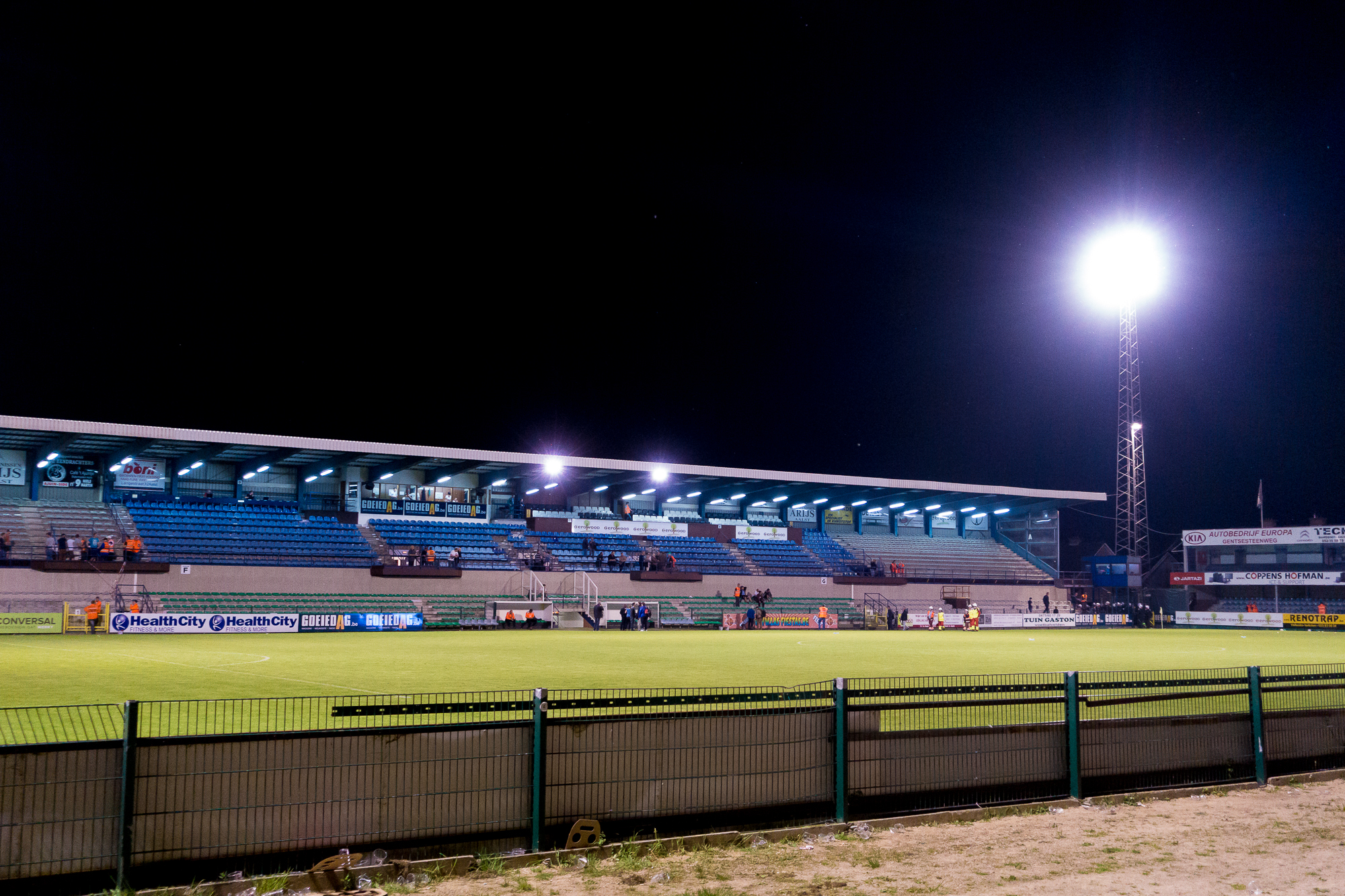
De hoofdtribune van het Pierre Cornelisstadion.

Het Pierre Cornelisstadion is een voetbalstadion in de Belgische stad Aalst. Het was van 1928 tot 2024 het thuisstadion van voetbalclub Eendracht Aalst. Het stadion telde 7500 plaatsen waarvan 4000 staan- en 3500 zitplaatsen. Later werd dit teruggebracht naar 4.500 plaatsen. Het stadion is gelegen aan de Bredestraat, vlak bij het viaduct over de Dender en in de schaduw van de Heilig Hartkerk. In 2024 werd Eendracht Aalst na degradatie naar de provinciale reeksen wegens niet behalen licentie door het Aalsters stadsbestuur uit het stadion gezet. Sindsdien is het de thuisbasis van Koninklijke Eendracht Aalst Lede.
Oorspronkelijk speelde Eendracht Aalst aan de "Puiteput" (huidige Sinte-Annalaan). In 1928 verhuisde Eendracht naar de Bredestraat, waar het nu nog speelt. Toen in 1945 na vijftien jaar voorzitterschap Pierre Cornelis overleed, werd het stadion omgedoopt tot de huidige naam.
Pierre Cornelis was tijdens de tweede wereldoorlog Schepen van 'bevoorrading'(ravitaillering). Tijdens de repressie werd hij in de nacht van 15 op 16 mei in zijn huis door drie gemaskerde mannen doodgeschoten. De laffe moord gebeurde op aanstoken van de verzetsbeweging O.F. (Onafhankelijkheidsfront). Het O.F. eiste via aanplakbrieven de aanhouding van Pierre Cornelis. Er konden later geen ernstige beschuldigingen tegen Cornelis hard gemaakt worden. Vier zogenaamde weerstanders, leden van het O.F., dienden zich later voor het hof van assisen te verantwoorden. De moordenaars werden veroordeeld. (Bron: En nu gaan ze boeten! - Geert Clerbout - 2015) Eén jaar na de dood van Pierre Cornelis werd de toenmalige Boudewijnkaai omgedoopt tot de Pierre Corneliskaai. In de jaren 80 en 90 was het stadion soms geheel bezet, met 12.000 supporters als piek. In de jaren 80 waaide na een storm een deel van de staantribune weg, die toen volledig vervangen werd. De staantribune werd later door toenmalig burgemeester Annie De Maght zelfs tijdelijk gesloten omwille van de onveiligheid.